# Chavanatte
Chavanatte est une commune française située dans le département du Territoire de Belfort, la région culturelle et historique de Franche-Comté et la région administrative Bourgogne-Franche-Comté.
Le village, dont l'activité est essentiellement agricole, est situé à mi-chemin entre Suarce et Chavannes-les-Grands à 370 m d'altitude et à 21 km de la préfecture, Belfort. En 1803 la population était de 200 habitants, elle ne dépassait pas 130 habitants au recensement de 1999.

## Géographie
La commune reçoit sur son territoire les rivières la Suarcine et la Lutter, ainsi que le ruisseau le Préra.
Chavanatte est distante de 5,7 km de la forêt "le Grand Bois" et de 16 km du parc naturel régional des Ballons des Vosges.

### Climat
Pour des articles plus généraux, voir Climat de la Bourgogne-Franche-Comté et Climat du Territoire de Belfort.
En 2010, le climat de la commune est de type climat de montagne, selon une étude du Centre national de la recherche scientifique s'appuyant sur une série de données couvrant la période 1971-2000. En 2020, Météo-France publie une typologie des climats de la France métropolitaine dans laquelle la commune est exposée à un climat semi-continental et est dans la région climatique Vosges, caractérisée par une pluviométrie très élevée (1 500 à 2 000 mm/an) en toutes saisons et un hiver rude (moins de 1 °C).
Pour la période 1971-2000, la température annuelle moyenne est de 9,6 °C, avec une amplitude thermique annuelle de 17,6 °C. Le cumul annuel moyen de précipitations est de 984 mm, avec 11 jours de précipitations en janvier et 10 jours en juillet. Pour la période 1991-2020, la température moyenne annuelle observée sur la station météorologique de Météo-France la plus proche, « Joncherey », sur la commune de Joncherey à 7 km à vol d'oiseau, est de 10,5 °C et le cumul annuel moyen de précipitations est de 1 086,9 mm. 
La température maximale relevée sur cette station est de 39 °C, atteinte le 7 août 2015 ; la température minimale est de −25 °C, atteinte le 7 janvier 1985,,.
Les paramètres climatiques de la commune ont été estimés pour le milieu du siècle (2041-2070) selon différents scénarios d'émission de gaz à effet de serre à partir des nouvelles projections climatiques de référence DRIAS-2020. Ils sont consultables sur un site dédié publié par Météo-France en novembre 2022.

## Urbanisme

### Typologie
Au 1er janvier 2024, Chavanatte est catégorisée commune rurale à habitat dispersé, selon la nouvelle grille communale de densité à sept niveaux définie par l'Insee en 2022.
Elle est située hors unité urbaine et hors attraction des villes,.

### Occupation des sols
L'occupation des sols de la commune, telle qu'elle ressort de la base de données européenne d’occupation biophysique des sols Corine Land Cover (CLC), est marquée par l'importance des territoires agricoles (66,9 % en 2018), une proportion identique à celle de 1990 (66,9 %). La répartition détaillée en 2018 est la suivante : 
zones agricoles hétérogènes (39,5 %), forêts (33,1 %), terres arables (27,4 %). L'évolution de l’occupation des sols de la commune et de ses infrastructures peut être observée sur les différentes représentations cartographiques du territoire : la carte de Cassini (XVIIIe siècle), la carte d'état-major (1820-1866) et les cartes ou photos aériennes de l'IGN pour la période actuelle (1950 à aujourd'hui).

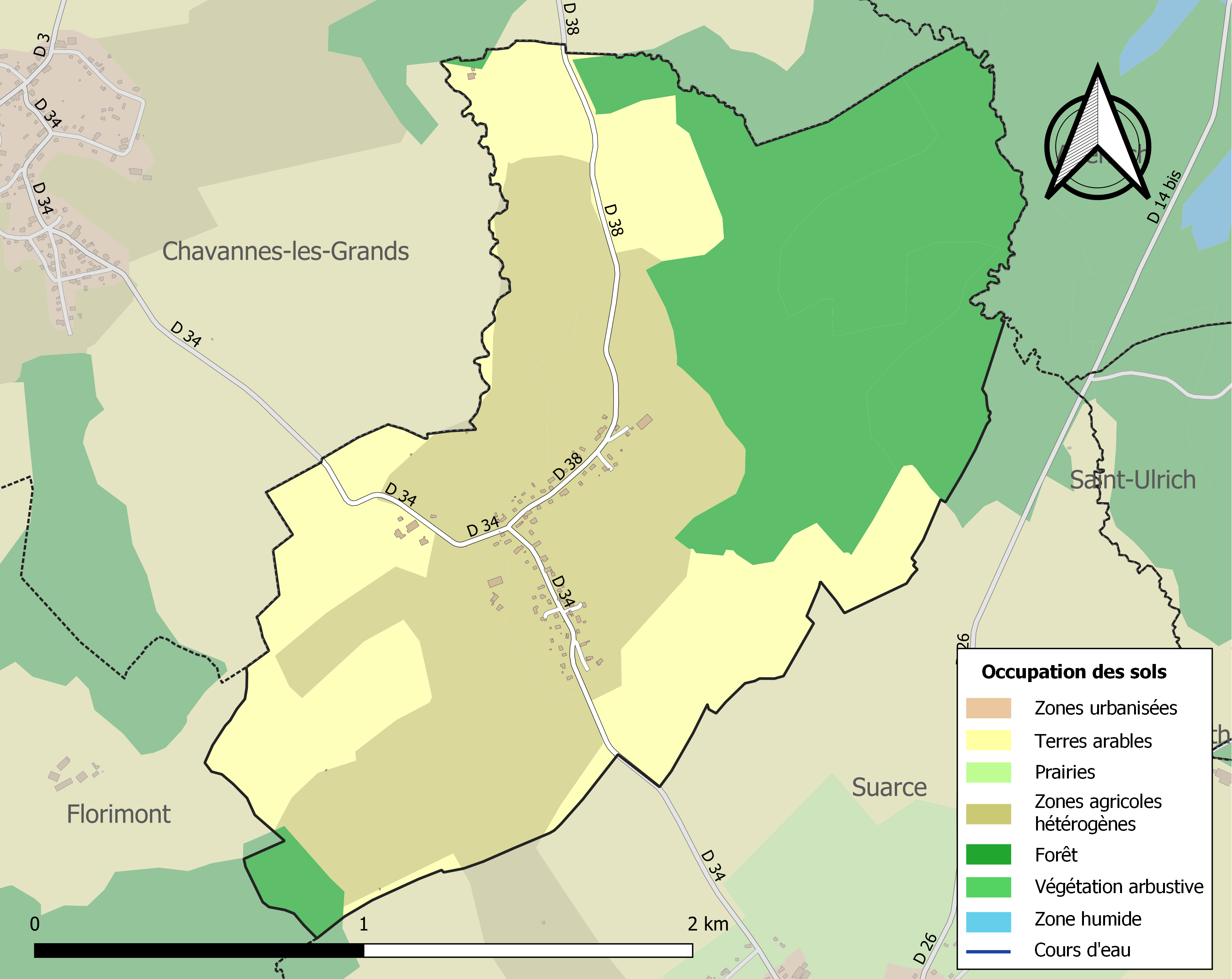
Carte des infrastructures et de l'occupation des sols de la commune en 2018 (CLC).

## Toponymie
- Klein Chaffnat (1458), Klein-Schafnat (1576), Chavanotte (XVIIIe siècle), Chavanatte (1793).
- En allemand : Klein-Schaffnat[13].

## Histoire
L'origine du village doit remonter au VIIIe siècle. L'habitat était composé de "cabanes" d'où son nom de "Chavanatte" (-atte étant un diminutif en opposition aux autres Chavannes de plus grande taille). De 1685 jusqu'à la Révolution française, le fief est la propriété du comte de Reiset. En 1801, la commune portait le nom de Chavannatte. En 1871, quand l'Alsace est passée à l'Allemagne, Chavanatte a fait valoir que la commune était de langue française et se trouvait dans le bassin rhodanien. Elle a été rattachée au canton de Delle (jusqu'en 1970) qui avait été détachée de l'Alsace et appartenait au territoire de Belfort créé à cette époque. Après 1970, Chavanatte a rejoint le canton de Grandvillars, qui faisait partie auparavant du canton de Delle.
Autrefois Chavanatte dépendait de la seigneurie de Florimont et de la paroisse de Suarce. C'est en 1685 que le village devint un fief, possession du comte de Reiset. Le village est situé dans le Sundgau et l'influence de l'architecture rurale commune en Alsace est nette dans cette partie du Territoire de Belfort, avec l'utilisation de structure en bois (colombages) pour la construction des bâtiments.

## Politique et administration

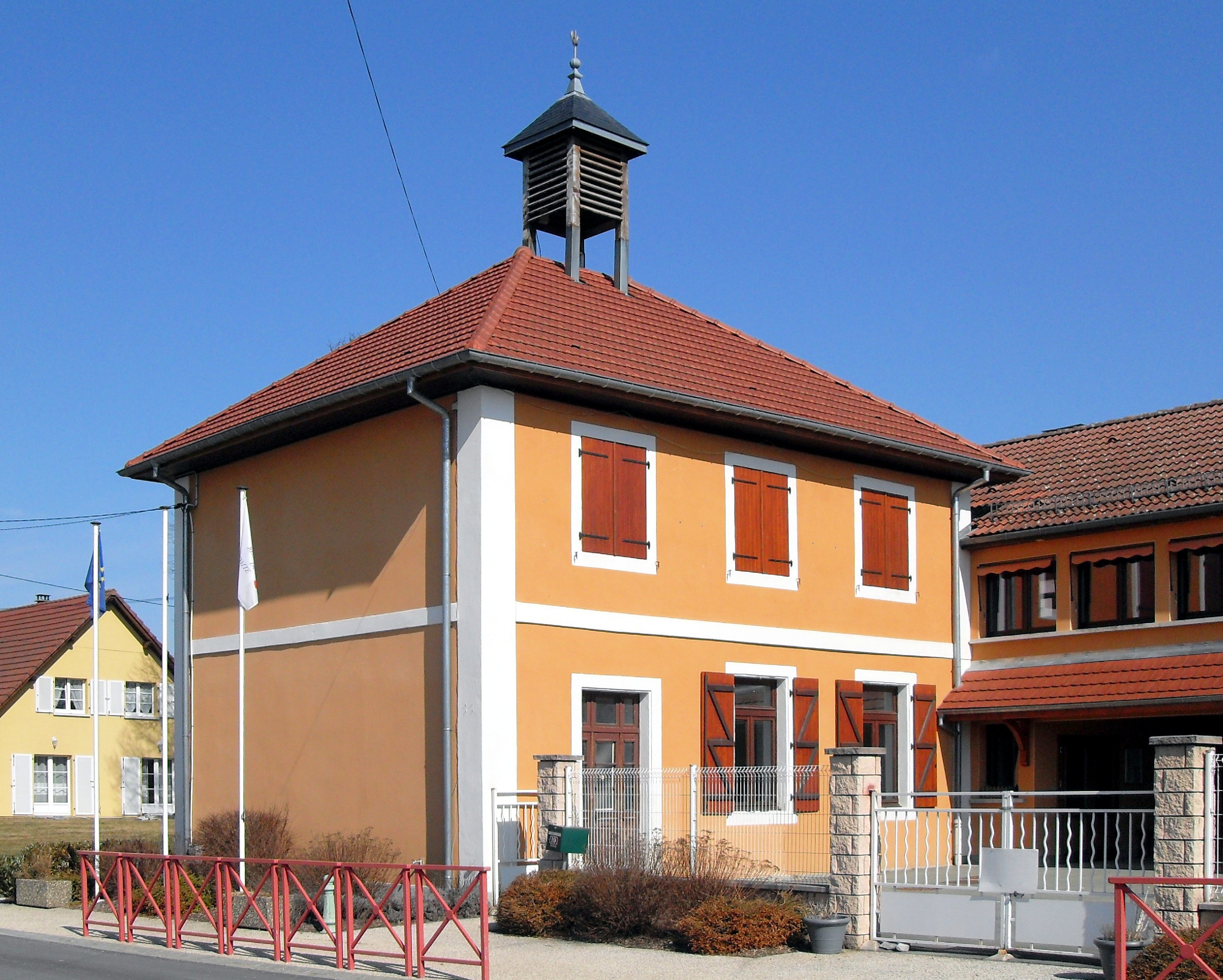
La mairie.

| Période                                  | Période  | Identité      | Étiquette | Qualité |
| ---------------------------------------- | -------- | ------------- | --------- | ------- |
| Les données manquantes sont à compléter. |          |               |           |         |
| avant 1995                               | ?        | Gilles Hougue |           |         |
| mars 2001                                | En cours | Monique Dinet |           |         |

## Population et société

### Démographie
Les habitants de Chavanatte sont appelés les Chavanattais.
L'évolution du nombre d'habitants est connue à travers les recensements de la population effectués dans la commune depuis 1793. Pour les communes de moins de 10 000 habitants, une enquête de recensement portant sur toute la population est réalisée tous les cinq ans, les populations de référence des années intermédiaires étant quant à elles estimées par interpolation ou extrapolation. Pour la commune, le premier recensement exhaustif entrant dans le cadre du nouveau dispositif a été réalisé en 2004.

En 2022, la commune comptait 132 habitants, en évolution de −17,5 % par rapport à 2016 (Territoire de Belfort : −2,78 %, France hors Mayotte : +2,11 %).
| 1793 | 1800 | 1806 | 1821 | 1831 | 1836 | 1841 | 1846 | 1851 |
| ---- | ---- | ---- | ---- | ---- | ---- | ---- | ---- | ---- |
| 173  | 185  | 216  | 203  | 203  | 215  | 212  | 191  | 179  |

| 1856 | 1861 | 1866 | 1872 | 1876 | 1881 | 1886 | 1891 | 1896 |
| ---- | ---- | ---- | ---- | ---- | ---- | ---- | ---- | ---- |
| 148  | 156  | 150  | 168  | 174  | 178  | 180  | 150  | 136  |

| 1901 | 1906 | 1911 | 1921 | 1926 | 1931 | 1936 | 1946 | 1954 |
| ---- | ---- | ---- | ---- | ---- | ---- | ---- | ---- | ---- |
| 119  | 127  | 123  | 87   | 92   | 89   | 87   | 78   | 80   |

| 1962 | 1968 | 1975 | 1982 | 1990 | 1999 | 2004 | 2006 | 2009 |
| ---- | ---- | ---- | ---- | ---- | ---- | ---- | ---- | ---- |
| 79   | 82   | 88   | 104  | 129  | 127  | 146  | 148  | 165  |

| 2014 | 2019 | 2022 | - | - | - | - | - | - |
| ---- | ---- | ---- | - | - | - | - | - | - |
| 158  | 141  | 132  | - | - | - | - | - | - |

### Enseignement
L'école de Chavanatte fait partie du RPI (Regroupement PédagogiqueIIntercommunal) du Sundgau avec Lepuix-Neuf, Suarce et Chavannes-les-Grands.

## Économie

### AOC du territoire
Chavanatte est située sur le territoire du munster et du gruyère.

## Culture locale et patrimoine

### Lieux et monuments
Début 2017, la commune est « réputée sans clochers ».
La mairie a un clocheton sur sa toiture qui date de 1844.
Réhabilitation de la maison Gressot : en mars 2012, la mairie a indiqué qu'elle allait procéder à la réhabilitation de la maison Gressot.

### Héraldique
| Armes de Chavanatte | Les armes peuvent se blasonner ainsi : d'azur aux trois croisettes d'or rangées en chef. |

Les trois croisettes correspondent aux armes simplifiées de la famille Valcourt qui était en possession du fief en 1637.

## Pour approfondir